# Prosaptia fungosa
Prosaptia fungosa är en stensöteväxtart som beskrevs av Barbara S. Parris. Prosaptia fungosa ingår i släktet Prosaptia och familjen Polypodiaceae. Inga underarter finns listade.